# Meijer Indy 300 de 2008
O Meijer Indy 300 de 2008 foi a décima quarta corrida da temporada de 2008 da IndyCar Series. A corrida foi disputada no dia 9 de agosto no Kentucky Speedway, localizado na cidade de Sparta, Kentucky. O vencedor foi o neozelandês Scott Dixon, da equipe Chip Ganassi Racing.

## Pilotos e Equipes
| Nº | Piloto               | Equipe                     | Chassis | Motor | Pneu |
| -- | -------------------- | -------------------------- | ------- | ----- | ---- |
| 2  | A. J. Foyt IV        | Vision Racing              | Dallara | Honda | F    |
| 3  | Hélio Castroneves    | Team Penske                | Dallara | Honda | F    |
| 4  | Vitor Meira          | Panther Racing             | Dallara | Honda | F    |
| 5  | Oriol Servià (R)     | KV Racing Technology       | Dallara | Honda | F    |
| 6  | Ryan Briscoe         | Team Penske                | Dallara | Honda | F    |
| 7  | Danica Patrick       | Andretti-Green Racing      | Dallara | Honda | F    |
| 8  | Will Power (R)       | KV Racing Technology       | Dallara | Honda | F    |
| 9  | Scott Dixon          | Chip Ganassi Racing        | Dallara | Honda | F    |
| 10 | Dan Wheldon          | Chip Ganassi Racing        | Dallara | Honda | F    |
| 11 | Tony Kanaan          | Andretti-Green Racing      | Dallara | Honda | F    |
| 14 | Darren Manning       | A. J. Foyt Enterprises     | Dallara | Honda | F    |
| 15 | Buddy Rice           | Dreyer & Reinbold Racing   | Dallara | Honda | F    |
| 17 | Ryan Hunter-Reay     | Rahal Letterman Racing     | Dallara | Honda | F    |
| 18 | Bruno Junqueira      | Dale Coyne Racing          | Dallara | Honda | F    |
| 19 | Mario Moraes (R)     | Dale Coyne Racing          | Dallara | Honda | F    |
| 20 | Ed Carpenter         | Vision Racing              | Dallara | Honda | F    |
| 23 | Milka Duno           | Dreyer & Reinbold Racing   | Dallara | Honda | F    |
| 25 | Marty Roth           | Roth Racing                | Dallara | Honda | F    |
| 26 | Marco Andretti       | Andretti-Green Racing      | Dallara | Honda | F    |
| 27 | Hideki Mutoh (R)     | Andretti-Green Racing      | Dallara | Honda | F    |
| 33 | E. J. Viso (R)       | HVM Racing                 | Dallara | Honda | F    |
| 34 | Jaime Câmara (R)     | Conquest Racing            | Dallara | Honda | F    |
| 36 | Enrique Bernoldi (R) | Conquest Racing            | Dallara | Honda | F    |
| 67 | Sarah Fisher         | Sarah Fisher Racing        | Dallara | Honda | F    |
| 02 | Justin Wilson (R)    | Newman/Haas/Lanigan Racing | Dallara | Honda | F    |
| 06 | Graham Rahal (R)     | Newman/Haas/Lanigan Racing | Dallara | Honda | F    |

- (R) - Rookie

## Resultados

### Treino classificatório
| Treino classificatório - 8 de agosto | Treino classificatório - 8 de agosto | Treino classificatório - 8 de agosto | Treino classificatório - 8 de agosto | Treino classificatório - 8 de agosto | Treino classificatório - 8 de agosto | Treino classificatório - 8 de agosto | Treino classificatório - 8 de agosto | Treino classificatório - 8 de agosto |
| Pos                                  | Nº                                   | Piloto                               | Equipe                               | Volta 1                              | Volta 2                              | Volta 3                              | Volta 4                              | Tempo total                          |
| ------------------------------------ | ------------------------------------ | ------------------------------------ | ------------------------------------ | ------------------------------------ | ------------------------------------ | ------------------------------------ | ------------------------------------ | ------------------------------------ |
| 1                                    | 9                                    | Scott Dixon                          | Chip Ganassi Racing                  | 24.3645                              | 24.3309                              | 24.3146                              | 24.3193                              | 1:37.3293                            |
| 2                                    | 4                                    | Vitor Meira                          | Panther Racing                       | 24.4399                              | 24.4088                              | 24.3749                              | 24.3547                              | 1:37.5783                            |
| 3                                    | 10                                   | Dan Wheldon                          | Chip Ganassi Racing                  | 24.4192                              | 24.4041                              | 24.4015                              | 24.3879                              | 1:37.6127                            |
| 4                                    | 27                                   | Hideki Mutoh (R)                     | Andretti-Green Racing                | 24.4863                              | 24.4668                              | 24.4774                              | 24.4677                              | 1:37.8982                            |
| 5                                    | 6                                    | Ryan Briscoe                         | Team Penske                          | 24.5050                              | 24.4819                              | 24.4734                              | 24.4518                              | 1:37.9121                            |
| 6                                    | 3                                    | Hélio Castroneves                    | Team Penske                          | 24.5434                              | 24.4870                              | 24.4528                              | 24.4393                              | 1:37.9225                            |
| 7                                    | 11                                   | Tony Kanaan                          | Andretti-Green Racing                | 24.4726                              | 24.4930                              | 24.4787                              | 24.4953                              | 1:37.9396                            |
| 8                                    | 20                                   | Ed Carpenter                         | Vision Racing                        | 24.5024                              | 24.5000                              | 24.4981                              | 24.4997                              | 1:38.0002                            |
| 9                                    | 26                                   | Marco Andretti                       | Andretti-Green Racing                | 24.5142                              | 24.5124                              | 24.5152                              | 24.4877                              | 1:38.0295                            |
| 10                                   | 2                                    | A. J. Foyt IV                        | Vision Racing                        | 24.5836                              | 24.5228                              | 24.4957                              | 24.4808                              | 1:38.0829                            |
| 11                                   | 25                                   | Marty Roth                           | Roth Racing                          | 24.5605                              | 24.5439                              | 24.5358                              | 24.5508                              | 1:38.1910                            |
| 12                                   | 5                                    | Oriol Servià (R)                     | KV Racing Technology                 | 24.5952                              | 24.5582                              | 24.5336                              | 24.5183                              | 1:38.2053                            |
| 13                                   | 8                                    | Will Power (R)                       | KV Racing Technology                 | 24.5651                              | 24.5811                              | 24.6077                              | 24.5808                              | 1:38.3347                            |
| 14                                   | 17                                   | Ryan Hunter-Reay                     | Rahal Letterman Racing               | 24.6040                              | 24.6068                              | 24.5737                              | 24.5695                              | 1:38.3540                            |
| 15                                   | 15                                   | Buddy Rice                           | Dreyer & Reinbold Racing             | 24.6110                              | 24.6033                              | 24.5954                              | 24.5795                              | 1:38.3892                            |
| 16                                   | 67                                   | Sarah Fisher                         | Sarah Fisher Racing                  | 24.6147                              | 24.5922                              | 24.6055                              | 24.6007                              | 1:38.4131                            |
| 17                                   | 14                                   | Darren Manning                       | A. J. Foyt Enterprises               | 24.6278                              | 24.6262                              | 24.6368                              | 24.6294                              | 1:38.5202                            |
| 18                                   | 23                                   | Milka Duno                           | Dreyer & Reinbold Racing             | 24.7032                              | 24.7325                              | 24.6801                              | 24.6910                              | 1:38.8068                            |
| 19                                   | 02                                   | Justin Wilson (R)                    | Newman/Haas/Lanigan Racing           | 24.7717                              | 24.7338                              | 24.6976                              | 24.7113                              | 1:38.9144                            |
| 20                                   | 06                                   | Graham Rahal (R)                     | Newman/Haas/Lanigan Racing           | 24.7822                              | 24.7499                              | 24.7331                              | 24.7392                              | 1:39.0044                            |
| 21                                   | 33                                   | E. J. Viso (R)                       | HVM Racing                           | 24.7725                              | 24.7689                              | 24.7638                              | 24.7904                              | 1:39.0956                            |
| 22                                   | 34                                   | Jaime Câmara (R)                     | Conquest Racing                      | 24.8836                              | 24.9118                              | 24.8610                              | 24.8865                              | 1:39.5429                            |
| 23                                   | 19                                   | Mario Moraes (R)                     | Dale Coyne Racing                    | 24.9472                              | 24.9518                              | 24.9129                              | 24.8939                              | 1:39.7058                            |
| 24                                   | 36                                   | Enrique Bernoldi (R)                 | Conquest Racing                      | 25.0187                              | 24.9587                              | 24.9276                              | 24.9119                              | 1:39.8169                            |
| 25                                   | 7                                    | Danica Patrick                       | Andretti-Green Racing                | —                                    | —                                    | —                                    | —                                    | sem tempo                            |
| 26                                   | 18                                   | Bruno Junqueira                      | Dale Coyne Racing                    | —                                    | —                                    | —                                    | —                                    | sem tempo                            |
| Relatório[ligação inativa]           |                                      |                                      |                                      |                                      |                                      |                                      |                                      |                                      |

- (R) - Rookie

### Corrida
| Corrida - 9 de agosto      | Corrida - 9 de agosto | Corrida - 9 de agosto | Corrida - 9 de agosto      | Corrida - 9 de agosto | Corrida - 9 de agosto | Corrida - 9 de agosto | Corrida - 9 de agosto | Corrida - 9 de agosto |
| Pos                        | Nº                    | Piloto                | Equipe                     | Voltas                | Tempo                 | Largada               | Voltas na Liderança   | Pontos                |
| -------------------------- | --------------------- | --------------------- | -------------------------- | --------------------- | --------------------- | --------------------- | --------------------- | --------------------- |
| 1                          | 9                     | Scott Dixon           | Chip Ganassi Racing        | 200                   | 1:36:42.3467          | 1                     | 151                   | 53                    |
| 2                          | 3                     | Hélio Castroneves     | Team Penske                | 200                   | +0.5532               | 6                     | 5                     | 40                    |
| 3                          | 26                    | Marco Andretti        | Andretti-Green Racing      | 200                   | +0.5707               | 9                     | 38                    | 35                    |
| 4                          | 4                     | Vitor Meira           | Panther Racing             | 200                   | +0.9102               | 2                     | 5                     | 32                    |
| 5                          | 10                    | Dan Wheldon           | Chip Ganassi Racing        | 200                   | +2.1472               | 3                     | 0                     | 30                    |
| 6                          | 20                    | Ed Carpenter          | Vision Racing              | 200                   | +5.9531               | 8                     | 0                     | 28                    |
| 7                          | 6                     | Ryan Briscoe          | Team Penske                | 200                   | +6.2271               | 5                     | 0                     | 26                    |
| 8                          | 11                    | Tony Kanaan           | Andretti-Green Racing      | 200                   | +7.0932               | 7                     | 0                     | 24                    |
| 9                          | 17                    | Ryan Hunter-Reay      | Rahal Letterman Racing     | 200                   | +10.9526              | 14                    | 0                     | 22                    |
| 10                         | 15                    | Buddy Rice            | Dreyer & Reinbold Racing   | 200                   | +21.6858              | 15                    | 0                     | 20                    |
| 11                         | 7                     | Danica Patrick        | Andretti-Green Racing      | 199                   | +1 volta              | 26                    | 1                     | 19                    |
| 12                         | 5                     | Oriol Servià (R)      | KV Racing Technology       | 199                   | +1 volta              | 12                    | 0                     | 18                    |
| 13                         | 33                    | E. J. Viso (R)        | HVM Racing                 | 198                   | +2 voltas             | 21                    | 0                     | 17                    |
| 14                         | 18                    | Bruno Junqueira       | Dale Coyne Racing          | 198                   | +2 voltas             | 25                    | 0                     | 16                    |
| 15                         | 67                    | Sarah Fisher          | Sarah Fisher Racing        | 198                   | +2 voltas             | 16                    | 0                     | 15                    |
| 16                         | 34                    | Jaime Câmara (R)      | Conquest Racing            | 197                   | +3 voltas             | 22                    | 0                     | 14                    |
| 17                         | 19                    | Mario Moraes (R)      | Dale Coyne Racing          | 195                   | +5 voltas             | 23                    | 0                     | 13                    |
| 18                         | 27                    | Hideki Mutoh (R)      | Andretti-Green Racing      | 157                   | Mecânico              | 4                     | 0                     | 12                    |
| 19                         | 14                    | Darren Manning        | A. J. Foyt Enterprises     | 147                   | Mecânico              | 17                    | 1                     | 12                    |
| 20                         | 2                     | A. J. Foyt IV         | Vision Racing              | 136                   | Mecânico              | 10                    | 0                     | 12                    |
| 21                         | 23                    | Milka Duno            | Dreyer & Reinbold Racing   | 130                   | Contato               | 18                    | 0                     | 12                    |
| 22                         | 36                    | Enrique Bernoldi (R)  | Conquest Racing            | 124                   | Abandono              | 24                    | 0                     | 12                    |
| 23                         | 25                    | Marty Roth            | Roth Racing                | 98                    | Mecânico              | 11                    | 0                     | 12                    |
| 24                         | 02                    | Justin Wilson (R)     | Newman/Haas/Lanigan Racing | 82                    | Mecânico              | 19                    | 0                     | 12                    |
| 25                         | 06                    | Graham Rahal (R)      | Newman/Haas/Lanigan Racing | 28                    | Mecânico              | 20                    | 0                     | 10                    |
| 26                         | 8                     | Will Power (R)        | KV Racing Technology       | 5                     | Mecânico              | 13                    | 0                     | 10                    |
| Relatório[ligação inativa] |                       |                       |                            |                       |                       |                       |                       |                       |

- (R) - Rookie